# Karl Mehringer
Karl Mehringer (zm. 26 sierpnia 1935) – niemiecki wspinacz. 

## Życiorys
Był członkiem niemieckiej wyprawy na Eiger w 1935 r. Wspinaczkę rozpoczęli o 2 w nocy 21 sierpnia. Ostatni raz widziano ich żywych 25 sierpnia. On i Max Sedlmayer dotarli do tzw. „żelazka”, gdzie zaskoczyła ich gwałtowna burza, podczas której zginęli. Ciało Mehringera znaleziono dopiero po 27 latach, we wrześniu 1962 na „Drugim Polu Lodowym”.